# Okręg wyborczy Coventry East
Okręg wyborczy Coventry East powstał w 1945 r. i wysyłał do brytyjskiej Izby Gmin jednego deputowanego. Okręg obejmował wschodnią część miasta Coventry. Został zlikwidowany w 1974 r.

## Deputowani do brytyjskiej Izby Gmin z okręgu Coventry East
- 1945–1974: Richard Crossman, Partia Pracy